# Eskütt család
Az Eskütt család (másként Esküdt) Bács, Nyitra, Pest és Tolna vármegyei, illetve Verebélyi széki nemes család.
A család neve valószínűleg az egyik ős hivatali szolgálatára utalhat.
1688. június 22-én Bécsben I. Lipót király címeres nemeslevelet adományozott Eskütt Ferencnek. Ezt Pest vármegyében ki is hirdették. Az 1754-1755. évi országos nemesi összeíráskor Pest vármegye igazolta a Mártonfalván lakó Eskütt István és utódai kétségtelen nemességét. Ugyanakkor Tolna vármegyében Sándor, György és János szerepelt. Ezen utóbbiaktól származó személyek nemességüket 1810-ben Pest vármegyében, 1826-ban pedig Bács vármegyében is kihirdették.
Elképzelhető, hogy a nemességszerző Eskütt Ferenc kapott 1699-ben birtokadományt Nemespannon, az Alsó Osztályban. Ugyanekkor Eskütt Ferenc a Molnár család adományakor a Sándor család részesedésének ellentmondott.